# Yūki Tabata
Yūki Tabata (jap. 田畠裕基 Tabata Yūki; ur. 30 lipca 1984 w Kodze) – japoński mangaka, znany głównie z serii Black Clover, a także były asystent Toshiakiego Iwashiro, twórcy mangi Psyren.

## Biografia
Yūki Tabata urodził się 30 lipca 1984 w Kodze w prefekturze Fukuoka. Przed rozpoczęciem własnej kariery jako mangaka, pracował jako asystent Toshiakiego Iwashiro. W 2011 roku Tabata zgłosił one-shot Hungry Joker do Golden Future Cup, konkursu organizowanego przez magazyn „Shūkan Shōnen Jump”. Praca ta zdobyła pierwsze miejsce, co pozwoliło na przekształcenie jej w pełną serię, która ukazywała się w magazynie „Shūkan Shōnen Jump” w latach 2012–2013.
Po zakończeniu mangi Hungry Joker, Tabata opublikował kolejny one-shot, zatytułowany Black Clover, który następnie stał się pełną serią. Pierwszy rozdział ukazał się 16 lutego 2015 w magazynie „Shūkan Shōnen Jump”. Wkrótce po debiucie Black Clover jako pełnej serii, Tabata wziął ślub. W pierwszej połowie 2017 roku manga Black Clover była 28. najlepiej sprzedającą się mangą w Japonii. Rok później cała seria była 24. najlepiej sprzedającą się franczyzą medialną w Japonii. Manga doczekała się licznych adaptacji, w szczególności telewizyjnego serialu anime.

## Styl
Tabata stwierdził, że tworząc historie, chce dać każdej postaci szansę na znalezienie się w centrum uwagi. Jego celem jest stworzenie bohaterów, którzy staną się niezapomniani dla czytelnika, dlatego lubi nadawać każdemu z nich definiującą cechę. W przypadku projektowania postaci, Tabata oświadczył, że lubi dobrze się bawić przy rysowaniu, dlatego jeśli część projektu postaci go frustruje, zmienia ją.

## Wpływ
Tabata wyznał, że główny wpływ na jego twórczość miała manga Dragon Ball autorstwa Akiry Toriyamy. Stwierdził nawet, że seria ta była jednym z głównych powodów, dla których zdecydował się zostać mangaką. Ponadto, jako źródła inspiracji, wymienił także Berserka autorstwa Kentarō Miury i Bleacha autorstwa Tite Kubo.

## Twórczość
- Hungry Joker (2012–2013)[1]
- Black Clover (jap. ブラッククローバー Burakku kurōbā) (od 2015)[1]